# Еврейская Слобода (Дагестан)
Еврейская Слобода (также известно как Тубен-Аул) — упразднённое село в Кайтагском районе Республики Дагестан. В 1930-е годы включено в состав села Маджалис.

## География
Село располагалось на левом берегу реки Уллучай, ниже впадения ручья Котта. В настоящее время представляет собой нижнюю часть села Маджалис.

## История
До революции 1917 года в Маджалисе проживала большая община кавказских евреев, составлявших квартал Тубен-Аул (Нижний аул). По сведениям участника Персидского похода В. Зубова в 1796 году в Маджалисе имелось до 200 домов евреев, проживавших компактно в квартале «ЖугьутI къотI» /«Еврейский квартал»/ «своими дворами», то есть отдельно от других жителей Маджалиса. Это был отдельный квартал на краю селения, куда евреи примерно в конце XVII — начале XVIII веков переселились из ущелья «ЖугьутIла къадди» /«Еврейское ущелье»/. В квартале действовали синагога (закрыта в 1930-е годы, в настоящее время жилой дом) и еврейское училище. В 1886 евреям принадлежали 4 бакалейных и 5 мануфактурных лавок, 70 собственых саклей, 12,5 десятин пашни, 9 десесятин покосов, 3 сада, 30 голов крупного рогатого скота, 25 лошадей; 25 евреев занимались выделкой кожи. По всей видимости в начале 1920-х годов горско-еврейского квартала был выделен в самостоятельный населённый пункт — село Еврейская Слобода. По данным на 1929 год село Еврейская Слобода состояло из 69 хозяйств. В административном отношении входило в состав Маджалисского сельсовета Кайтагского района ДАССР. В 1930 году была создана еврейская земледельческая артель «Кирмизы», которая объединила 12 хозяйств. Позже на базе артели был создан колхоз имени Кагановича. В 1938 году колхоз имени Кагановича был объединён с колхозом «Первое Мая» села Маджадлис. Данное обстоятельство привело к тому, что горские евреи начали постепенно покидать село, так как они считали, что оно ущемляло их интересы.

## Население
| Год       | 1867 | 1886 | 1897 | 1900 | 1926 |
| --------- | ---- | ---- | ---- | ---- | ---- |
| Население | 439  | 529  | 512  | 530  | 306  |

В 1867 в Маджалисе проживало 439 кавказских евреев, в 1886—529, в 1897—512 (35,6 %), в 1900—530.
По переписи 1926 года в Еврейской Слободе проживало 306 человек (158 мужчин и 148 женщин), горские евреи — 100 %.